# Klaus Grogorenz

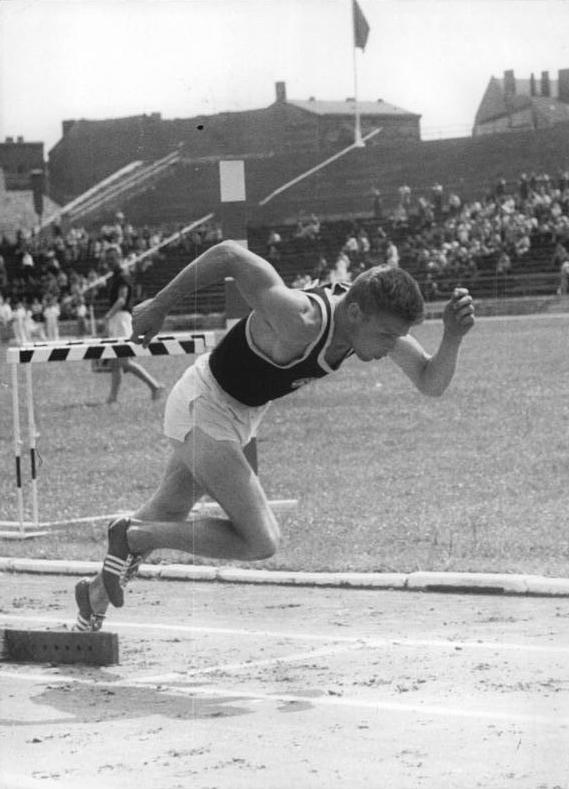
Klaus Grogorenz (1957)

Klaus Grogorenz (* 27. April 1937 in Wolfen) ist ein ehemaliger deutscher Zehnkämpfer und Sprinter, der für die DDR startete.
Bei den Olympischen Spielen 1960 in Rom wurde er Achter im Zehnkampf.
1957 wurde er DDR-Meister über 100 Meter und DDR-Meister über 200 Meter.
Grogorenz startete für den SC Einheit Berlin.
Sein Sohn Tom Grogorenz, arbeitet als verbeamteter Lehrer an einem Berliner Gymnasium und leitet auch dort in der Oberstufe den Leichtathletikkurs.

## Persönliche Bestleistungen
- 100 m: 10,4 s, 30. Juli 1960, Potsdam
- 200 m: 21,1 s, 30. Juli 1960, Potsdam
- Zehnkampf: 7141 Punkte, 17. Juli 1960, Schweinfurt